# Radio Qol Rega'
 (décembre 2023).
Si vous disposez d'ouvrages ou d'articles de référence ou si vous connaissez des sites web de qualité traitant du thème abordé ici, merci de compléter l'article en donnant les références utiles à sa vérifiabilité et en les liant à la section « Notes et références ».
Radio Qol Rega' (en hébreu רדיו קול רגע) est une radio privée israélienne. Elle est diffusée depuis 1996.
La radio diffuse des informations, de la musique, des retransmissions sportives.

## Diffusion
- 96 FM : Nazareth, Galilée
- 91,5 FM : Tibériade, Vallée du Jourdain